# Ville Kantee
Ville Kantee (Joutseno, 8 de diciembre de 1978) es un deportista finlandés que compitió en salto en esquí.
Ganó dos medallas de plata en el Campeonato Mundial de Esquí Nórdico de 2001, en las pruebas de trampolín grande por equipos y trampolín normal por equipos.

## Palmarés internacional
| Campeonato Mundial | Campeonato Mundial | Campeonato Mundial | Campeonato Mundial |
| Año                | Lugar              | Medalla            | Prueba             |
| ------------------ | ------------------ | ------------------ | ------------------ |
| 2001               | Lahti (Finlandia)  | Medalla de plata   | TN por equipos     |
| 2001               | Lahti (Finlandia)  | Medalla de plata   | TG por equipos     |